# Knästycke
Knästycke (eller knäbild), kallas inom konsten ett porträtt som avbildar den avmålade (stående eller sittande) ned till knähöjd.

## Källa
Svensk Uppslagsbok 1956